# Bechowiec
Bechowiec est un pistolet mitrailleur polonais construit par Henryk Strąpoć en clandestinité et produit entre 1943 et juillet 1944 à environ 11 exemplaires. Il doit son nom aux Bataillons des Paysans de l'Armia Krajowa (Bataliony Chłopskie en polonais).

## Description technique

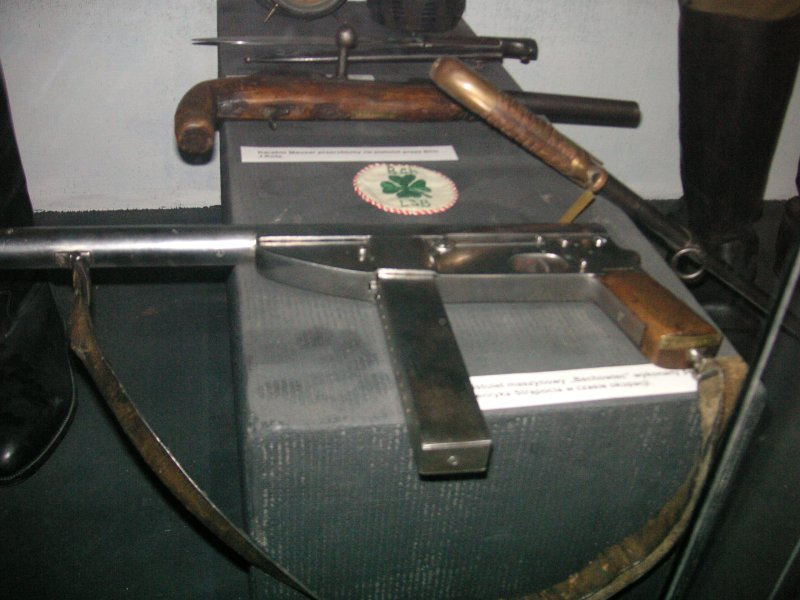
Bechowiec au Musée de l'Armée polonaise

Bechowiec fonctionne selon le système culasse non calée (tire à culasse fermée) ce qui améliore la précision du tir au coup par coup. Il est équipé d'un levier de sécurité qui sert également de sélecteur de tir. Chambré en 9 mm Parabellum mais les derniers exemplaires sont adaptés à la munition de 7,62 × 25 mm TT. Il est alimenté par un chargeur droit de 32 cartouches sur deux rangs.